# Kscd
KScd – mały, szybki odtwarzacz płyt CD dla KDE. Jest częścią pakietu KDEMultimedia.

## Funkcje programu
- wsparcie dla CDDB
- możliwość minimalizacji do traya
- możliwość wybrania interwału pomiędzy odtwarzaniem utworów